# Jean Courtonne
Jean Courtonne, född 1671 i Paris, död där 17 januari 1739, var en fransk arkitekt under barocken. Hans främsta arkitektoniska verk är Hôtel de Noirmoutier och Hôtel Matignon.

## Verk (urval)
- Hôtel d'Étampes, Rue de Varenne, 1703
- Hôtel Tambonneau, omkring 1710
- Hôtel de Chaulnes, tillbyggnad 1714
- Hôtel de Noirmoutier, Rue de Grenelle 1720–1723
- Hôtel Matignon, Rue de Varenne, 1722–1724